# Tasuku Hondžó
Tasuku Hondžó (japonsky 本庶 佑; * 27. ledna 1942, Kjóto) je japonský imunolog. V roce 2018 získal Nobelovu cena za fyziologii a lékařství za své revoluční přístupy k boji s rakovinou za pomoci imunitního systému. Cenu sdílel s Američanem James P. Allisonem.
Roku 1992 objevil bílkovinu PD-1, která funguje jako brzda imunitního systému (Allison objevil jinou takovou brzdu, protein CTLA-4). Pokud se tyto brzdy podaří zablokovat, imunitní systém napadne rakovinné buňky s mnohem větší silou než obvykle. Terapie za pomoci tohoto zablokování je mimořádně účinná, a to i ve stadiích metastáz.

## Život
Vystudoval lékařství na Kjótské univerzitě. Absolvoval roku 1966, doktorát získal v roce 1975. Poté učil na Tokijské univerzitě, od roku 1979 na univerzitě v Ósace, kde se stal profesorem, roku 1984 se vrátil na svou alma mater, tedy Kjótskou univerzitu, kde učinil své hlavní objevy.
Hondžó je členem Japonské imunologické společnosti a v letech 1999 až 2000 působil jako její prezident. Získal rovněž čestné členství v Americké asociaci imunologů. Roku 2001 byl zvolen zahraničním spolupracovníkem Národní akademie věd USA, v roce 2003 se stal členem Německé akademie přírodních věd a od roku 2005 působí jako člen Japonské akademie věd. V roce 2017 se stal zástupcem generálního ředitele a profesorem Kjótského univerzitního institutu pro pokročilé studium (KUIAS).

### COVID-19 pandemie
Během Pandemie covidu-19 se na internetu v mnoha jazycích rozšířilo nepravdivé tvrzení, že Honjo věří, že nový koronavirus byl "vyroben" v laboratoři v čínském městě Wuhan. Tým BBC Reality Check uvedl, že "v prohlášení zveřejněném na internetových stránkách Kjótské univerzity uvedl, že je "velmi zarmoucen" tím, že jeho jméno bylo použito k šíření "falešných obvinění a dezinformací".